# Who By Fire (album av First Aid Kit)
Who by Fire är ett livealbum av First Aid Kit som släpptes 26 mars 2021 med låtar från en hyllningskonsert för Leonard Cohen på Dramaten i Stockholm 2017.

## Låtlista
| Nr           | Titel                                      | Artister | Längd |
| ------------ | ------------------------------------------ | --- | ----- |
| 1.           | Tired                                      | First Aid Kit, Nina Zanjani, Maia Hansson-Bergqvist                                                                         | 2:05  |
| 2.           | Suzanne                                    | First Aid Kit | 3:40  |
| 3.           | Sisters Of Mercy                           | First Aid Kit, Nina Zanjani, Maia Hansson-Bergqvist                                                                         | 3:55  |
| 4.           | Who by Fire / As the Mist Leaves No Scar   | First Aid Kit, Nina Zanjani, Maia Hansson-Bergqvist                                                                         | 3:51  |
| 5.           | Twelve O'Clock Chant                       | First Aid Kit, Nina Zanjani, Maia Hansson-Bergqvist                                                                         | 1:04  |
| 6.           | Everybody Knows                            | Frida Hyvönen, First Aid Kit                                                                                                | 5:05  |
| 7.           | Avalanche                                  | Loney Dear | 3:29  |
| 8.           | The Future                                 | Maia Hansson-Bergqvist, First Aid Kit, Nina Zanjani                                                                         | 2:28  |
| 9.           | Chelsea Hotel #2                           | Jesper Lindell, First Aid Kit                                                                                               | 3:49  |
| 10.          | You Want It Darker                         | First Aid Kit, Nina Zanjani, Maia Hansson-Bergqvist                                                                         | 5:42  |
| 11.          | If It Be Your Will                         | First Aid Kit | 5:05  |
| 12.          | The Asthmatic                              | Nina Zanjani, Maia Hansson-Bergqvist, First Aid Kit                                                                         | 3:31  |
| 13.          | Famous Blue Raincoat / Anthem              | Maja Francis, First Aid Kit, Nina Zanjani                                                                                   | 6:19  |
| 14.          | Show Me the Place                          | Jesper Lindell, First Aid Kit                                                                                               | 3:47  |
| 15.          | Hallelujah                                 | Annika Norlin, First Aid Kit                                                                                                | 5:51  |
| 16.          | Prayer for Messiah                         | Klara Söderberg | 1:32  |
| 17.          | Bird on the Wire                           | First Aid Kit | 2:49  |
| 18.          | Who by Fire (Reprise) / Letter to Marianne | First Aid Kit, Nina Zanjani, Maia Hansson-Bergqvist                                                                         | 2:52  |
| 19.          | So Long Marianne                           | First Aid Kit, Frida Hyvönen, Loney Dear, Jesper Lindell, Annika Norlin, Maja Francis, Nina Zanjani, Maia Hansson-Bergqvist | 7:53  |
| 20.          | You'd Sing Too                             | Johanna Söderberg | 1:56  |
| Total längd: | Total längd:                               | Total längd: | 76:43 |